# Alphax Kitcar Engineering
Alphax Kitcar Engineering war ein niederländischer Hersteller von Automobilen.

## Unternehmensgeschichte
Geert Swaans gründete 2005 in Alphen das Unternehmen und produzierte Automobile in Kit-Car-Form. Am 6. Dezember 2008 endete die Produktion.

## Automobile

### Roadster
Dieses Modell war ein Nachbau des Lotus Seven, also ein offener Zweisitzer. Für den Antrieb standen verschiedene Motoren von Audi, Honda, Mitsubishi, Nissan und Toyota zur Verfügung.

### Firefly
Onyx Automotive aus England produzierte dieses Modell bereits seit 1992. 2005 übernahm Alphax die Konstruktion. Die Front dieses offenen Zweisitzers ohne direktes Vorbild auf Fiat-Basis ähnelte dem Alfa Romeo Spider.